# Грязнов, Геннадий Викторович
Генна́дий Ви́кторович Грязно́в (25 мая 1929, Москва, РСФСР, СССР — 7 декабря 2001) — советский и российский кореевед, кандидат экономических наук (1964). Старший научный сотрудник Института востоковедения РАН (с 1970).
На протяжении своей научной деятельности Г. В. Грязнов занимался, главным образом, изучением социально-экономического развития КНДР и Республики Корея.
Автор более 40 научных работ.

## Биография
Родился 25 мая 1929 года в Москве. Отец — Виктор Николаевич Грязнов, начал трудовую деятельность с 14 лет, работав слесарем. Затем он получил высшее инженерное образование и вырос до начальника цеха московского завода «Машиностроитель». Мать — Анна Михайловна Грязнова, работала на Первом Московском часовом заводе, затем — медсестрой в детской поликлинике.
В 1948 году Геннадий Грязнов поступил в Московский институт востоковедения на корейское отделение, который окончил в 1953 году В ходе обучения в институте, получая первые общие знания о Корее, Геннадий Грязнов проявил особый интерес к экономике КНДР.
Окончив МИВ, Грязнов устроился на работу в Министерство внешней торговли СССР. Одновременно с этим он поступил на заочную аспирантуру Института востоковедения АН СССР. Весной 1954 года министерство направило его в Торгпредство СССР в КНДР, где он проработал в качестве переводчика до ноября 1956 года. По выражению Ю. В. Ванина, именно в годы работы в торгпредстве Грязнов «стал корееведом», поскольку ему приходилось бывать в разных районах КНДР, много общаться с северокорейскими гражданами.
По возвращении в СССР в декабре 1956 года, Геннадий Грязнов был зачислен на должность младшего научного сотрудника Института востоковедения АН СССР и был сразу же вовлечён в активную исследовательскую работу. В 1964 году он стал кандидатом экономических наук, защитив диссертацию по теме: «Развитие промышленности КНДР. 1945—1960 гг.». В 1970 году его назначили старшим научным сотрудником.
Распад СССР и всей мировой системы социализма Г. В. Грязнов воспринял болезненно — он до конца жизни сохранял приверженность социалистическим идеалам, вступая в полемику со многими «перестроившимися» коллегами. Грязнов осуждал многие действия новых российских властей, в особенности — недружественный политический курс в отношении КНДР.

## Награды и премии
Г. В. Грязнов был награждён медалями «За доблестный труд. В ознаменование 100-летия со дня рождения Владимира Ильича Ленина», «Ветеран Труда» и «В память 850-летия Москвы».

## Научные труды
Монографии и книги
- Грязнов Г. В. Социалистическая индустриализация в КНДР (1945—1960 гг.) / Ин-т народов Азии АН СССР ; отв. ред.: Н. К. Вайнцвайг, И. С. Казакевич. — М. : Наука, 1966. — 216 с.
- Грязнов Г. В. Строительство материально-технической базы социализма в КНДР / Ин-т востоковедения АН СССР ; отв. ред. И. С. Казакевич. — М. : Наука, 1979. — 239 с.
- Опыт строительства социалистической экономики в странах Азии / Ин-т востоковедения АН СССР ; [ред. колл.: Г. В. Грязнов (отв. ред.) и др.]. — М. : Наука, 1986. — 290, [2] с.

Статьи в научных журналах и главы в монографиях
- Грязнов Г. В. Восстановление и развитие промышленности КНДР в послевоенный период (1953—1956 гг.) // Корея : История и экономика / Ин-т востоковедения АН СССР ; [ред. колл.: И. С. Казакевич (отв. ред.) и др.]. — М. : Изд-во вост. лит., 1958. — С. 139—172. — 236 с.
- Грязнов Г. В. Корейская Народно-Демократическая Республика на путях к социализму // Советское востоковедение. — 1958. — № 5. — С. 55—59.
- Грязнов Г. В. Промышленность и положение рабочего класса Южной Кореи // Южная Корея : экономическое и политическое положение (1945—1958 гг.) / Ин-т востоковедения АН СССР ; [ред. колл.: Н. К. Вайнцвайг, Г. Ф. Ким (отв. ред.) и др.]. — М. : Изд-во вост. лит., 1959. — С. 96—141. — 272 с.
- Грязнов Г. В. Изменение общественно-экономического строя в Северной Корее после освобождения (1945—1948 гг.) // Очерки социалистического строительства в Корейской Народно-Демократической Республике / Ин-т востоковедения АН СССР ; [ред. колл.: Н. К. Вайнцвайг и др.]. — М. : Изд-во вост. лит., 1963. — С. 96—141. — 290 с.
- Грязнов Г. В. Корейская Народно-Демократическая Республика. Экономика (Общая характеристика; Промышленность) // Современная Корея / Ин-т востоковедения АН СССР ; [ред. колл.: И. С. Казакевич и др.]. — М. : Наука, 1971. — С. 161—188. — 417, [1] с.
- Грязнов Г. В. Гл. 3. КНДР в первые годы после отечественной войны (1953—1956) // История Кореи : (С древнейших времен до наших дней) : в 2 т. / ред. колл.: Б. Г. Гафуров [и др.]. — М. : Наука, 1974. — Т. 2 / авт. Ф. И. Шабшина, Г. Ф. Ким, В. И. Иванова [и др.] ; ред. тома В. Д. Тихомиров. — С. 245—269. — 479 с.
- Грязнов Г. В. Гл. 4. Построение социалистического индустриально-аграрного государства // История Кореи : (С древнейших времен до наших дней) : в 2 т. / ред. колл.: Б. Г. Гафуров [и др.]. — М. : Наука, 1974. — Т. 2 / авт. Ф. И. Шабшина, Г. Ф. Ким, В. И. Иванова [и др.] ; ред. тома В. Д. Тихомиров. — С. 270—303. — 479 с.
- Грязнов Г. В. Гл. 5. КНДР в период развернутого социалистического строительства (1961—1970) // История Кореи : (С древнейших времен до наших дней) : в 2 т. / ред. колл.: Б. Г. Гафуров [и др.]. — М. : Наука, 1974. — Т. 2 / авт. Ф. И. Шабшина, Г. Ф. Ким, В. И. Иванова [и др.] ; ред. тома В. Д. Тихомиров. — С. 304—334. — 479 с.
- Грязнов Г. В. Советский Союз и восстановление народного хозяйства КНДР // СССР и Корея / Ин-т востоковедения АН СССР ;  отв. ред. Ю. В. Ванин. — М. : Наука, 1988. — С. 234—261. — 413, [1] с. — (СССР и страны Востока).
- Gryaznov G. V. The Evolution of the Korean Studies in Russia // Korea and Russia. Toward the 21st Century :  [англ.]. — Seoul, 1992. — P. 95—120.
- Грязнов Г. В. Изучение экономики Северной Кореи в Советском Союзе // Корееведение в СССР :  [кор.]. — Пусан, 1994.
- Gryaznov G. V. The North Korea Studies in the Soviet Union (1945—1990) // The Journal of Unification Studies. — Kyongsan, 1995. — Vol. XVII. — P. 127—143.
- Грязнов Г. В. Изучение экономики Северной Кореи // Изучение Кореи в России : история и современность :  [кор.]. — Сеул : Пхульпит, 1999. — С. 241—287.
- Грязнов Г. В. КНДР : Тяжёлые социально-экономические последствия Корейской войны // Война в Корее 1950—1953 гг. : Взгляд через 50 лет / ред. совет: Ю. В. Ванин [и др.]. — М., 2001. — С. 182—198. — 347 с. — ISBN 5-8125-0168-8.
- Грязнов Г. В. Актуальные проблемы экономического развития КНДР (80—90—е годы) // Корея на рубеже веков / Ин-т востоковедения РАН. — М. : ИВ РАН, 2002. — С. 93—198. — 400 с. — ISBN 5-89282-190-0.
- Грязнов Г. В. Изучение экономики КНДР // Корееведение в России : история и современность. — М. : Первое Марта, 2004. — С. 237—301. — (Российское корееведение в прошлом и настоящем ; т. 2).